# NWA United States Tag Team Championship (Lightning One version)
L'NWA United States Tag Team Championship è un titolo promosso dalla National Wrestling Alliance. Si tratta dell'undicesima versione del titolo con questo nome, dal momento che nel corso degli anni '60 e '70 diversi territori della NWA promuovevano un loro NWA United States Tag Team Championship.
Il titolo è attivo dal 28 agosto 2022, quando la NWA ha assegnato una sua versione del titolo, con Jay Bradley e Wrecking Ball Legursky come campioni inaugurali.

## Storia
Durante il periodo dei territori, questi erano tenuti a riconoscere un solo campione mondiale dei pesi massimi, ma la NWA consentiva ad ognuno di essi di stabilire i propri titoli. In seguito alla nascita delle numerose versioni del NWA World Tag Team Championship, alcune federazioni iniziarono ad introdurre dei titoli secondari per la categoria tag team, promuovendoli spesso come American Tag Team Championship o come National Tag Team Championship.
Una volta dichiarata la fine del sistema dei territori, il 19 luglio 2022 la NWA ha annunciato che avrebbe introdotto una nuova versione del NWA United States Tag Team Championship a cinque anni di distanza dall'ultima versione riconosciuta, e che sarebbe stato assegnato nello show del 76° anniversario in una battle royal. L'incontro, disputato il 28 agosto 2022, ha visto partecipare 12 team (11 dei quali erano stati rivelati nelle settimane precedenti) e ha avuto come vincitori Jay Bradley e Wrecking Ball Lergusry, diventati così i campioni inaugurali.
La cintura introdotta aveva un design simile alla versione della Florida del titolo, attiva dal 1961 al 1986 in più riprese. Il 29 ottobre 2022, durante l'episodio di NWA USA, il presidente della NWA Billy Corgan ha rivelato delle nuove cinture, il cui aspetto si ispira alla versione di Detroit del NWA United States Heavyweight Championship, ma il cambio di cintura fu reso effettivo solo il 31 gennaio 2023.

## Albo d'oro
| Legenda  |                                                                               |
| -------- | ----------------------------------------------------------------------------- |
| #        | Indica il numero del regno titolato                                           |
| Regno    | Viene indicato il numero del regno del campione                               |
| Data     | La data in cui il titolo è stato vinto                                        |
| Località | Indica il luogo in cui il titolo è stato vinto                                |
| Note     | Indica notizie particolari riguardanti i cambi di titolo o altre informazioni |

| # | Campione                             | Regno | Data            | Giorni | Località                 | Evento           | Note | Fonti |
| - | ------------------------------------ | ----- | --------------- | ------ | ------------------------ | ---------------- | --- | ----- |
| 1 | Jay Bradley e Wrecking Ball Legursky | 1     | 28 agosto 2022  | 156    | Saint Louis, Missouri    | 74º anniversario | In una battle royal a 12 team per decretare i campioni inaugurali. |       |
| 2 | AJ Cazana e Anthony Andrews          | 1     | 31 gennaio 2023 | 208    | Knoxville, Tennessee     | NWA Power        | | [ 3 ] |
| 3 | Daisy Kill e Talos                   | 1     | 27 agosto 2023  | 62     | Saint Louis, Missouri    | 75º anniversario | | [ 4 ] |
| 4 | JR Kratos e Odinson                  | 1     | 28 ottobre 2023 | 157    | Cleveland, Ohio          | Samhain          | | [ 5 ] |
| - | Vacante                              | -     | 2 aprile 2024   | -      | Dothan, Alabama          | Hard Times 4     | In un segmento andato in onda il 16 aprile 2024, in cui Kratos e Odinson resero vacanti i titoli per poter ottenere un incontro per il NWA World Tag Team Championship. |       |
| 5 | Daisy Kill e Talos                   | 2     | 13 aprile 2024  | 140    | Tampa, Florida           | NWA Power        | In un torneo per riassegnare i titoli, sconfiggendo in finale Jay Bradley e Wrecking Ball Legursky. La finale è andata in onda il 30 luglio 2024.                       | [ 6 ] |
| 6 | AJ Cazana (2) e KC Cazana            | 1     | 31 agosto 2024  | 31+    | Filadelfia, Pennsylvania | 76º anniversario | | [ 7 ] |